# 川原神社

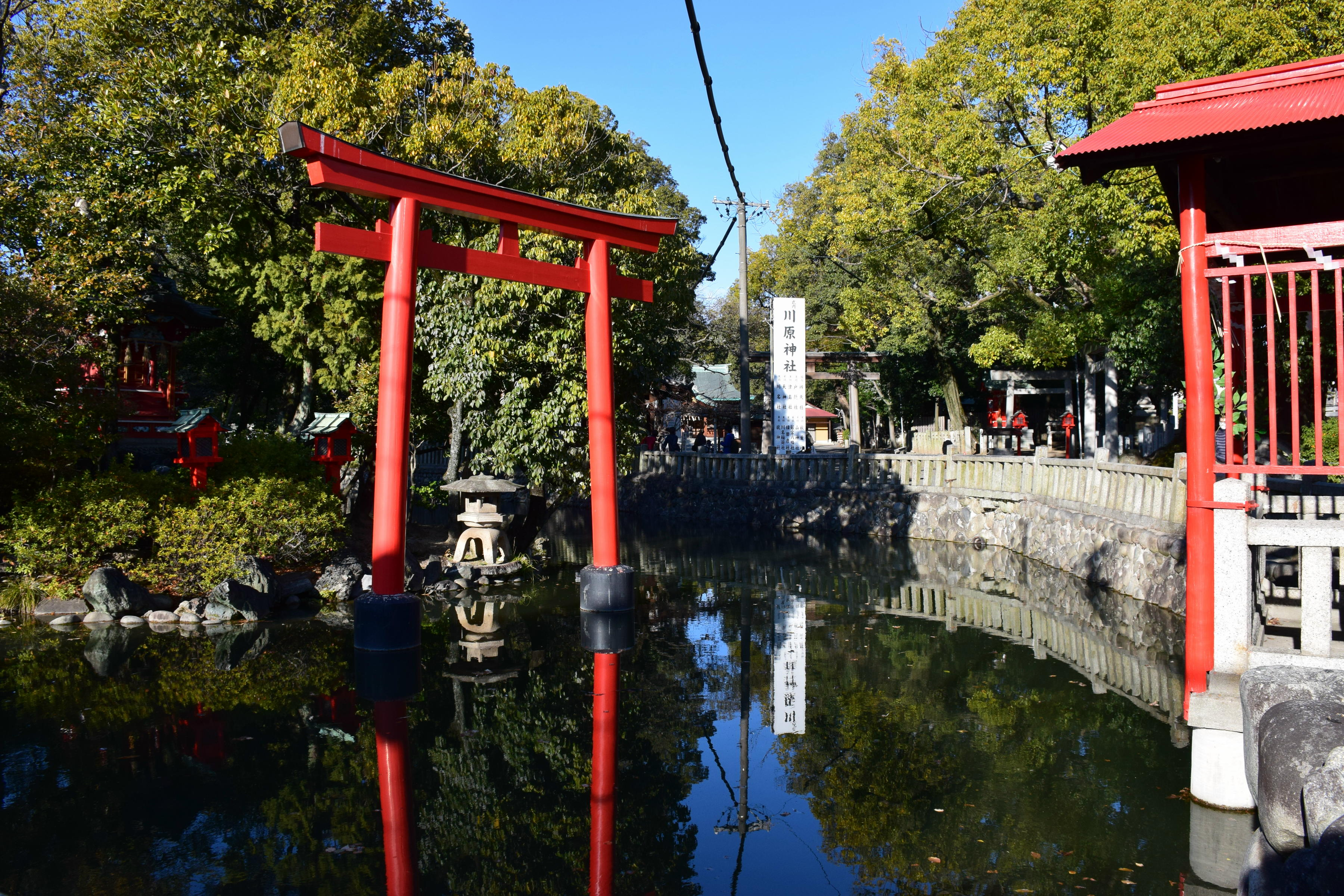
弁天社

川原神社（かわはらじんじゃ）は愛知県名古屋市昭和区にある神社。『延喜式神名帳』の尾張国愛智郡「川原神社」に比定されているが、後述するように異説もある。

## 歴史
江戸期まで神明と呼ばれていたが、弁才天が祀られていたためしばしば「弁天様」とも呼ばれた。飯田街道沿いに位置し、江戸初期には既に信仰を集めていた。慶長6年（1601年）に松平忠吉が神領二十石を寄進し、寛文4年（1664年）には徳川光友が豊作を祈願したという伝がある。社伝が焼失しているといい、創建年代などに不明な点が多い。当社は仏教的な側面が強く、中世には「嶋寺」と呼ばれる寺があったというが江戸中期には既に荒廃していた。天和元年（1681年）に黄檗宗の僧侶がこの寺を復興し、弁財天が祀られるようになった。神仏分離により弁財天は大平寺（川名本町所在）に移転された。
江戸期に天野信景が当社を『延喜式神名帳』に記載のある尾張国愛知郡「川原神社」に比定し、以降定説となった。しかし、天野が当社を川原神社に比定した根拠は所在地が愛知郡川名村で「川」の字が共通している点によるのみであり、棟札などは残っていない。江戸後期の郷土史家である津田正生は当社を「川原神社」に比定することに疑問を呈している。式内社「川原神社」の論社として他に鳴海八幡宮がある。
社殿は第二次世界大戦で焼失し、再建されたが1992年（平成4年）、不慮の火災でまた焼失したため、1998年（平成10年）に新たに建て直したものである。

## 境内
名称は「川原神社」よりも「川名の弁天様」の方がよく通る。大正時代に小舟が見つかった。これは昔このあたりが入り組んだ海岸線の入り江だったためと言われているからである。毎月3と8のつく日は朝市が開かれ、大勢の人でにぎわう。地元ではしばしば『さんぱち』と呼ばれている。
境内は木々に囲まれ、クスノキやアラカシなどの保存樹も数多く存在する。また、結婚式場としても利用されている。

## 池
境内には「弁天池」と呼ばれる池があり、弁才天が祀られているが神仏分離で近くの曹洞宗太平寺へ遷された。祭神は市杵嶋姫命である。また池にはカメがたくさんいることでも知られ、江戸時代にかかれた、『尾張名所図会』にもたくさんのカメが描かれている。たまに民家にカメが現れる事があるが、その時はカメに酒を飲ませてから池に返すのが慣わしとされている。2003年（平成15年）に崩壊した石垣の修復作業の際、水を抜いたところ357匹ものカメが見つかった。近年はミドリガメが目立ち問題となっていたが多くは駆除され、在来種のニホンイシガメ、クサガメなどが主となっている。

## 末社
境内には以下の末社がある。
- 弁天社
- 津島社
- 川名天神社
- 猿田彦社
- 戸隠社
- 秋葉社
- 龍神社
- 川名社
- 川名稲荷社

## 年中行事
以下の行事が行われる。
- 歳旦祭（1月1日）
- 鎮火祭（1月17日）
- 勧学祭（1月25日）
- 初午大祭（旧暦初午）
- 弁天祭（4月17日）
- 戸隠祭（4月17日）
- 津島初祭（6月30日）
- 大祓式（6月30日）
- 茅の輪、赤丸神事（7月4日）
- 津島本祭（7月5日）
- 雲霞祭（7月23日）
- 川名社祭（9月17日）
- 猿田彦社祭（9月17日）
- 龍神祭（9月17日）
- 川名天神社例祭（9月25日）
- 本社試楽祭（10月16日）
- 本社例大祭（10月17日）
- 七五三祭（11月15日）
- 秋葉祭（12月16日）
- 大祓式（12月31日）
- 本社月次祭（毎月1日・15日）
- 川名稲荷社月次祭（毎月8日）

## 交通アクセス
- 名古屋市営地下鉄鶴舞線「川名駅」下車、徒歩で約5分。
- 名古屋市営バス「弁天前」バス停下車、目の前。その他「広路通五丁目」「広路小学校」バス停下車。